# 在英国モルディブ高等弁務官事務所
在英国モルディブ高等弁務官事務所（ざいえいこくモルディブこうとうべんむかんじむしょ、在イギリスモルディブ高等弁務官事務所、ディベヒ語: އިނގިރޭސިވިލާތުގައި ހުންނަ ދިވެހިރާއްޖޭގެ ހައިކޮމިޝަން、英語: High Commission of the Maldives in London）は、イギリスに置かれているモルディブの在外公館である。1995年に既存のモルディブ政府通商代表事務所が昇格する形で設立され、当時のモルディブ大統領マウムーン・アブドル・ガユームによって正式に開館した。
この公館は、モルディブが英連邦から離脱した2016年10月から2020年2月まで、在英国モルディブ大使館（在イギリスモルディブ大使館、ディベヒ語: އިނގިރޭސިވިލާތުގައި ހުންނަ ދިވެހިރާއްޖޭގެ އެމްބަސީ、英語: Embassy of the Maldives in London）と呼ばれていた。
モルディブが英連邦の共和国としての地位に復帰した2020年2月1日、この在外公館はモルディブ高等弁務官事務所に戻った。

## 写真

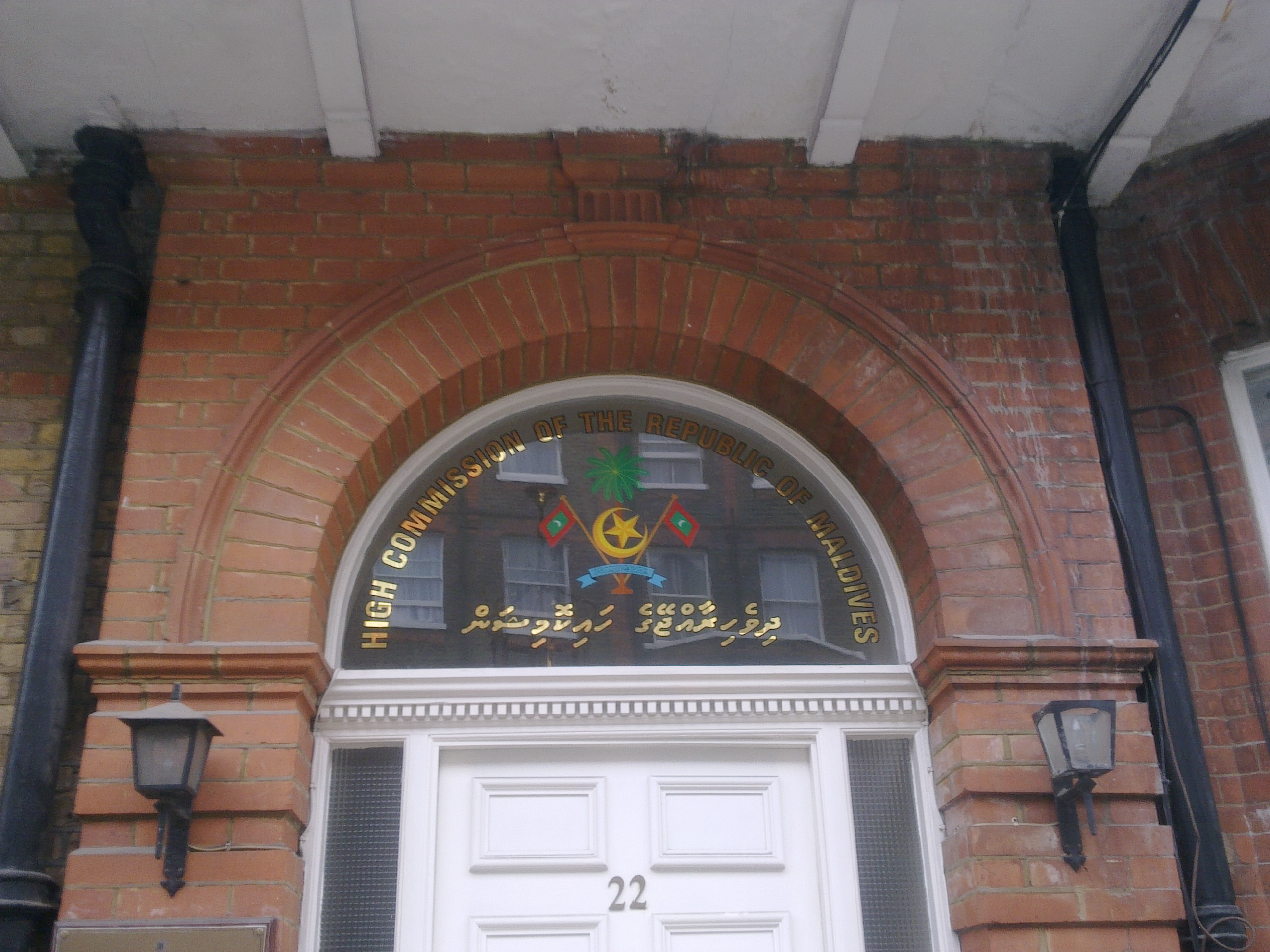
入口の近影
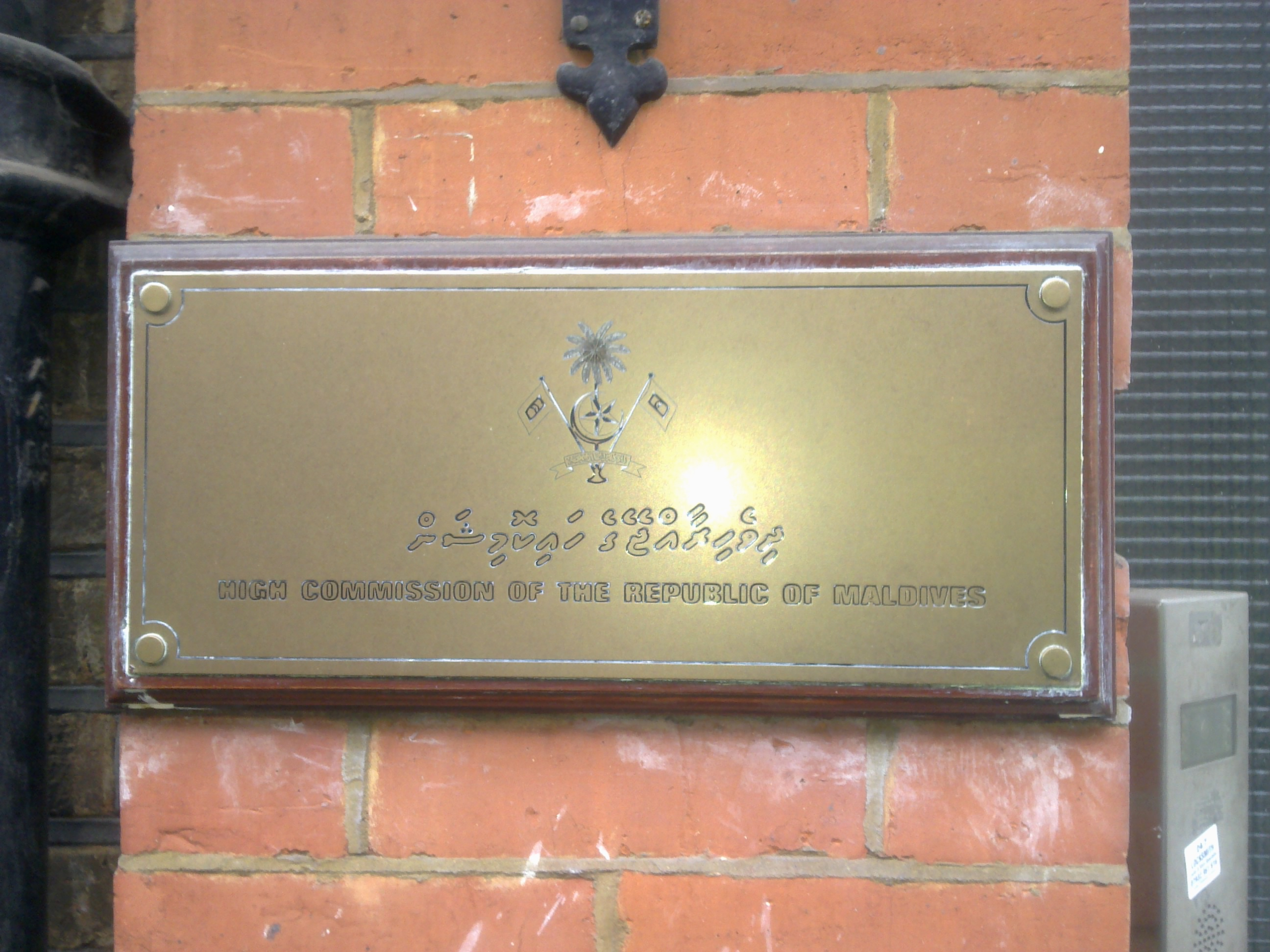
高等弁務官事務所の外壁にあるモルディブの国章付きのディベヒ語と英語で書かれた銘板